# Lavaka

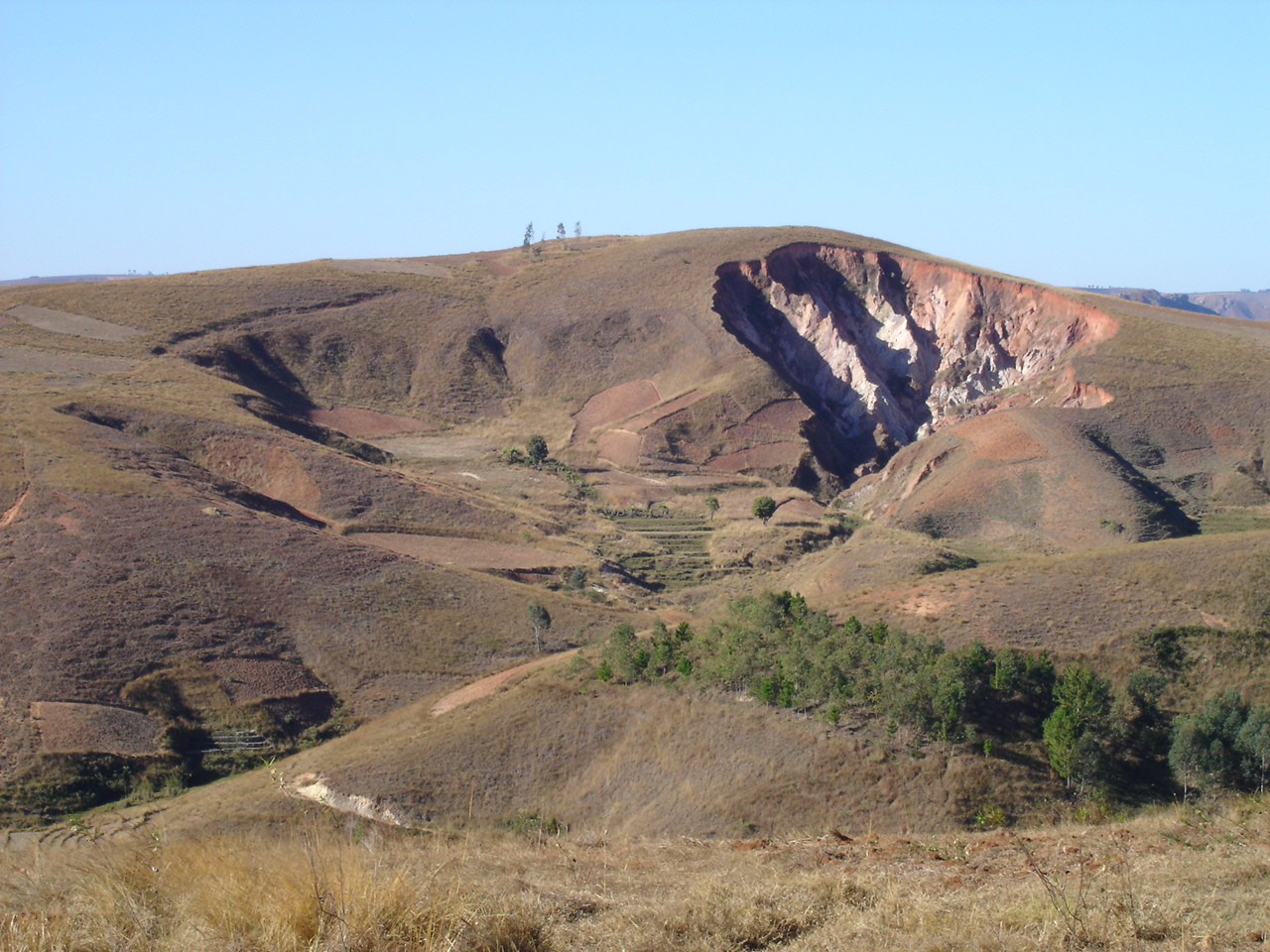
Lavaka dans les hauts plateaux malgaches

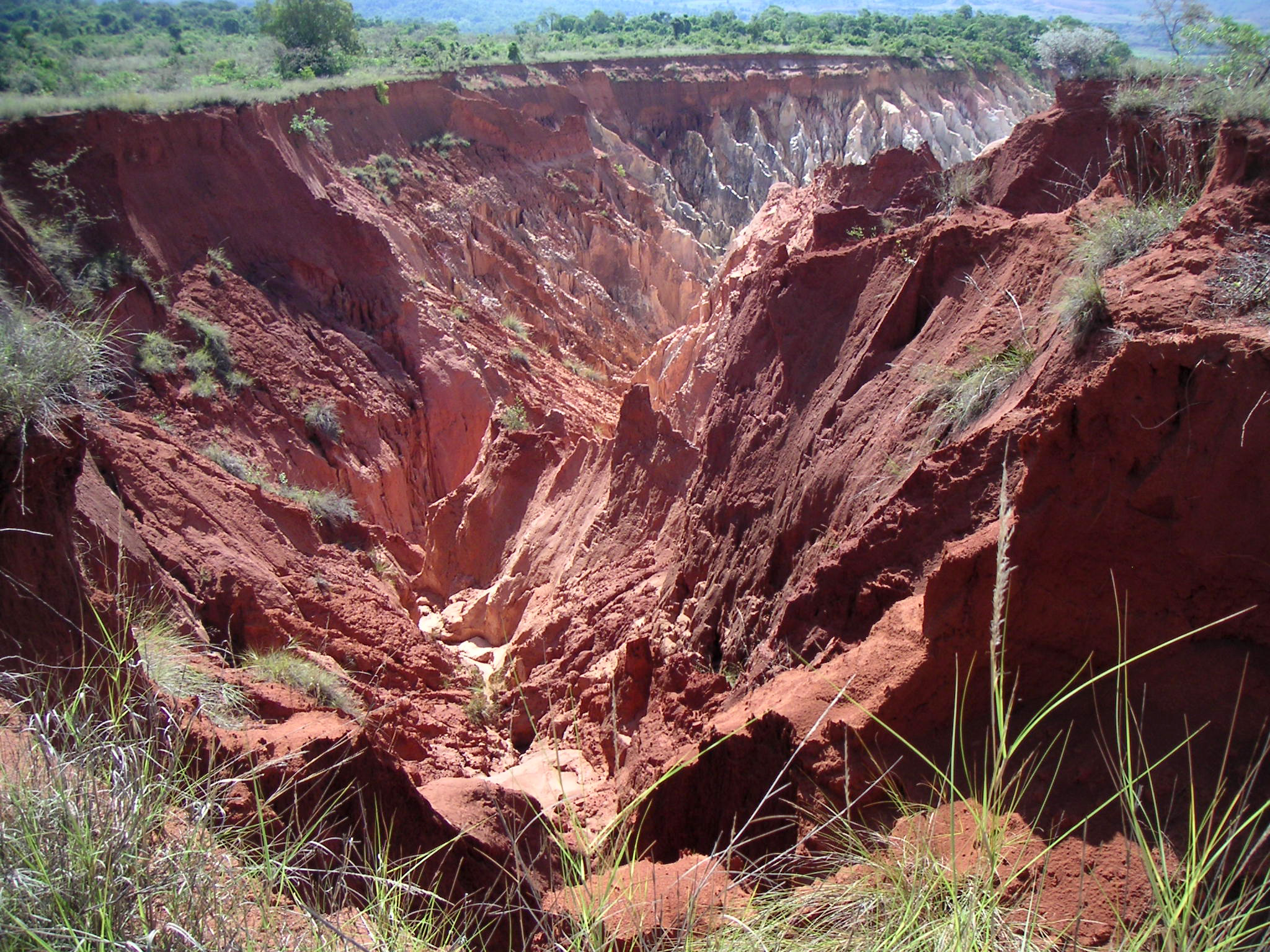
Lavaka (gorge d'érosion) à Madagascar.

Lavaka est un mot malgache entré dans le vocabulaire géomorphologique international grâce à Jean Riquier (1954). En français, il est masculin : un lavaka. Le terme signifie littéralement trou et  est utilisé pour décrire de profondes excavations grossièrement ovoïdes aux parois très abruptes, façonnées dans les altérites de roches cristallines et métamorphiques par des eaux de ruissellement et des sous-écoulements. Les premiers lavakas minutieusement décrits semblent l'avoir été dans les années cinquante par Jean Riquier, un pédologue français, qui élabora diverses hypothèses sur leur formation. Ce scientifique note déjà à l'époque que des lavakas se rencontrent dans d'autres régions du monde. De nombreux travaux ont suivi, notamment ceux de Michel Petit, un géographe français, et d'un géomorphologue malgache, N. Andriamampianina (1985). Plus récemment des Anglo-saxons se sont intéressés aux lavakas, en ignorant l'essentiel de ce qui avait été publié en français.

## Description
Il n'y a pas de consensus à l'heure actuelle sur la genèse de ces ravines, anthropogéniques pour certains experts qui accusent la déforestation, le surpâturage et la construction de routes ou bien formées naturellement pour les autres.
Ces immenses ravines peuvent atteindre une largeur de 200 mètres et une profondeur de 20 mètres.
Les lavakas ne résultent pas d’un glissement de terrain. Il s'agit de ravines produites par un processus de sape par les eaux souterraines qui s'attaquent à une couche de saprolithe friable recouverte par une couche de latérite plus dure. L’érosion qui en résulte est généralement rapide, produisant une masse de sédiments qui peut atteindre 800 m3 en l'espace de quelques mois. L'observation d'une ravine qui apparaît en 2002 dans la zone de Miarinarivo montre qu'elle atteint son développement maximal en 2004 avant de se stabiliser.

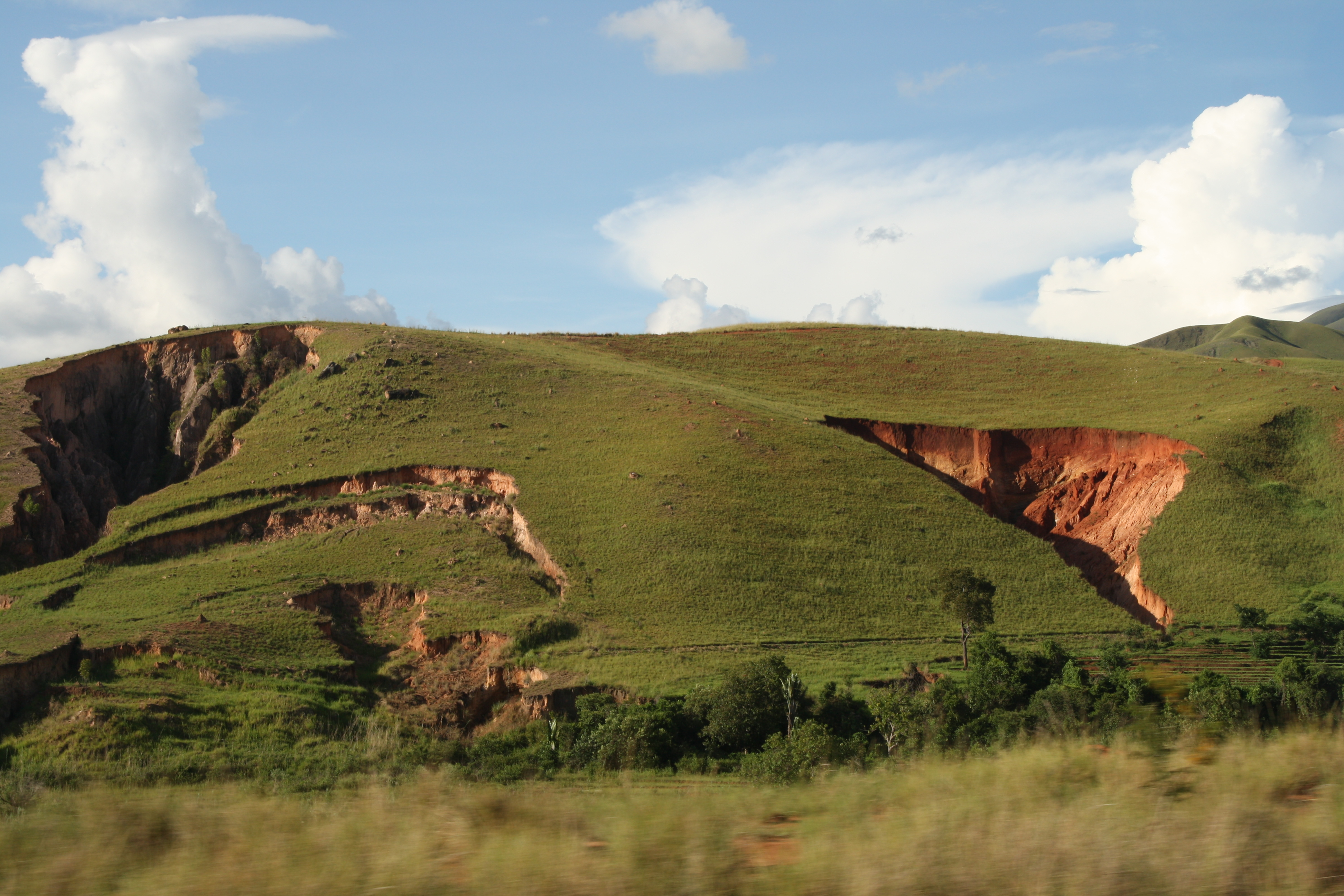
Phénomène d'érosion du sol par l'apparition de lavaka à Madagascar.

Des photos aériennes révèlent des lavakas anciens dans des zones récemment déforestées, ce qui semble indiquer que ces zones ont été modelées par l'érosion avant l'apparition des forêts humides ; la datation au carbone 14 indique que certains lavakas remontent à plus de 20 000 ans, ce qui veut dire qu'ils auraient existé avant l'arrivée des premiers hommes sur la « Grande Île » il y a moins de 2 000 ans.